# ريان كافاناه
ريان كافاناه (بالإنجليزية: Ryan Cavanagh)‏ هو دراج أسترالي، ولد في 22 نوفمبر 1995.

## وصلات خارجية
- ريان كافاناه على موقع الاتحاد الدولي للدراجات (الإنجليزية)
- ريان كافاناه على موقع أرشيف الدراجات (الإنجليزية)
- ريان كافاناه على موقع إحصائيات الدراجات الإحترافية (الإنجليزية)
- ريان كافاناه على موقع CycleBase (الإنجليزية)